# Radecke (Adelsgeschlecht)

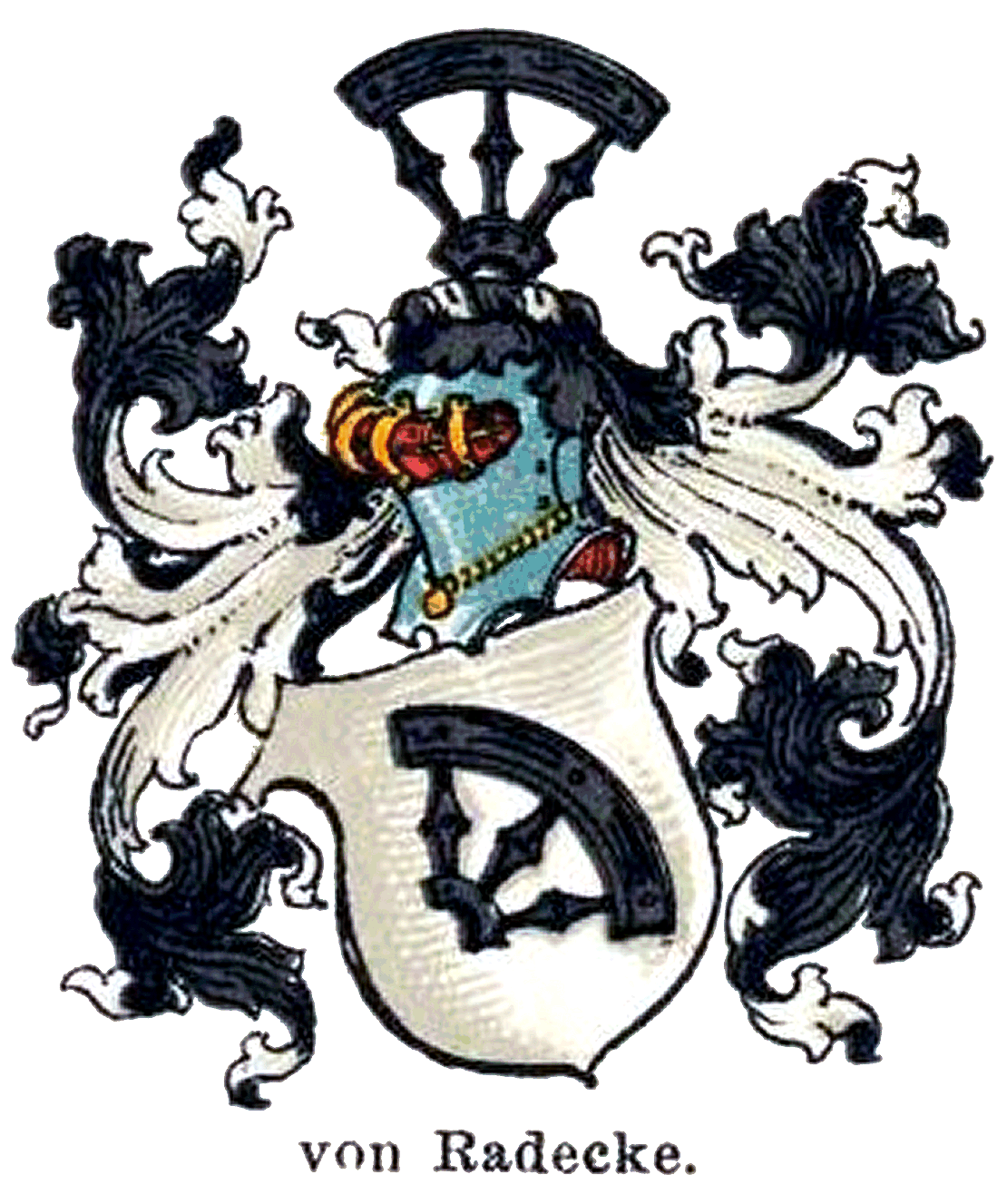
Stammwappen derer von Radecke

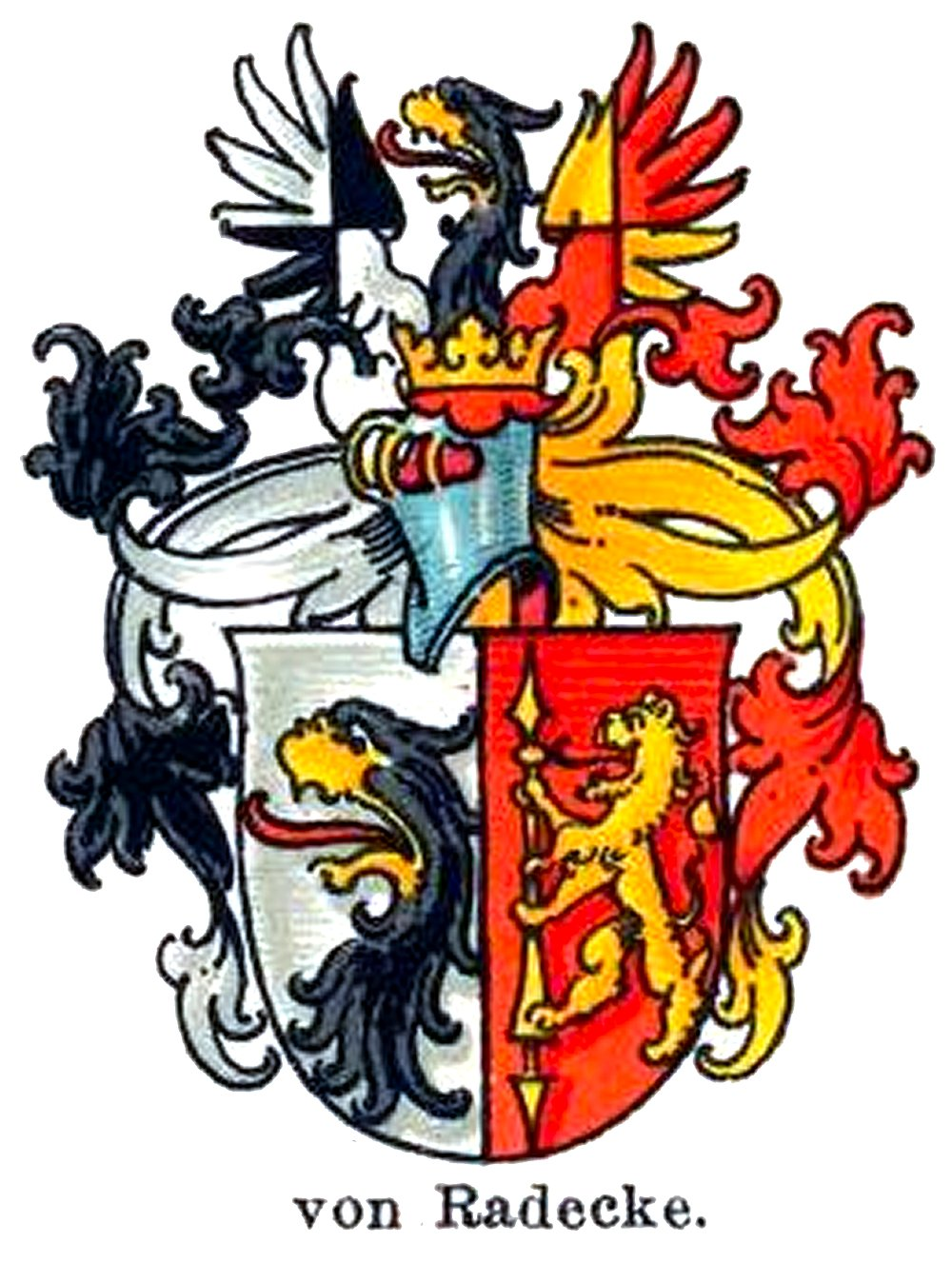
Wappen derer von Radecke 1733

Radecke ist der Name eines ostpreußischen Adelsgeschlechts.
Es besteht keine Wappen- oder Stammverwandtschaft zu den schlesischen Radecke.

## Geschichte
Der Familienüberlieferung nach, so auch im Diplom (1733), führt sich das Geschlecht auf eine Herkunft aus der Schweiz zurück, von wo es mit Johann Radecke um 1313 aus Schaffhausen in den Ordensstaat übersiedelte. Diese Familie ist jedoch ebenso wie die gleichnamige schlesische wappenverschieden.
Die gesicherte Stammreihe beginnt mit Georg Radecke (* um 1530, † 1591) auf Waltersdorf, Eiserwagen und Michelau. Im 17. Jahrhundert ist Johann Christoph Radeck auf Lahna und Kommesin erwähnt. Eine Nobilitierung in den preußischen Adelsstand erging am 4. Dezember 1733 an dessen Enkel, Christoph Siegmund Radecke (1699–1762), Leutnant im Infanterieregiment „v. Glaubitz“ (Nr. 4). Diese wurde am 5. März 1740 auf seine älteren Brüder, Daniel Georg Radecke (1694–1749), vormals Leutnant im Infanterieregiment „v. Glaubitz“ (Nr. 4) und Johann Georg Radecke (1696–1760) vormals Fähnrich im Infanterieregiment „v. Loeben“ (Nr. 26) ausgedehnt. Am 29. Mai 1811 erging ein drittes Diplom für die Brüder Karl Radecke (1779–1831), Land- und Stadtgerichtsdirektor in Zinna und Friedrich Radecke (1781–1840), Leutnant im Westpreußischen Dragonerregiment.

## Angehörige
- Hermann von Radecke (1827–1910), preußischer Generalleutnant

## Wappen
- Das Stammwappen zeigt in Silber ein gebrochenes schwarzes Rad mit drei Speichen. Auf dem Helm mit schwarz-silbernen Helmdecken das Schildbild.[5]
- Das Wappen (1733, 1740) ist von Silber und Rot gespalten, vorn Kopf und Hals eines schwarzen Adlers, hinten ein Goldener Löwe eine goldene Lanze haltend. Auf dem gekrönten Helm mit links schwarz-silbernen und rechts rot-goldenen Decken der Adlerkopf zwischen einem offenen Flug, dessen linker Flügel von Silber und Schwarz, der Rechte von Gold und Rot quadriert ist.[6]
- Das Wappen (1811) wie 1733, jedoch mit goldenem Schildrand, auf dem Helm der Adlerkopf.[7]

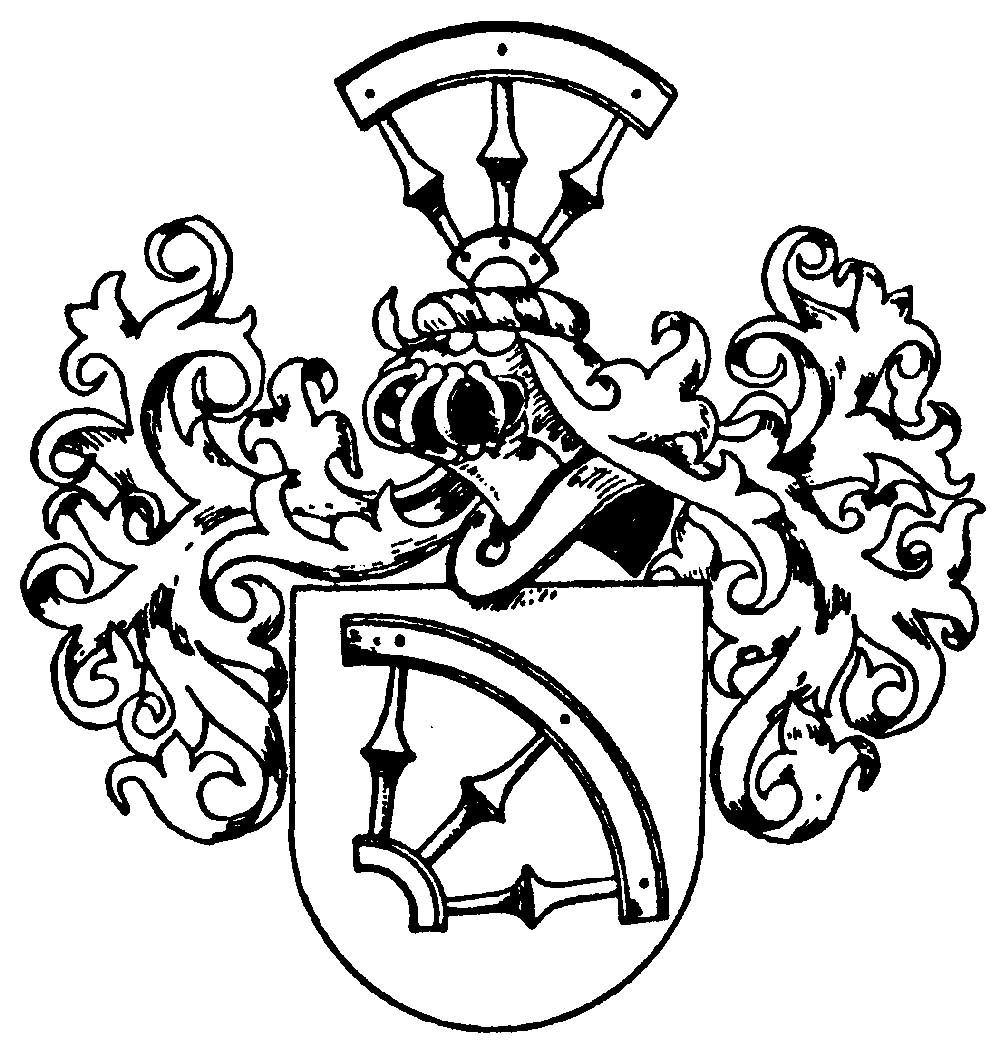
Stammwappen derer von Radecke (= dem der Schweizer uradeligen von Radegg)
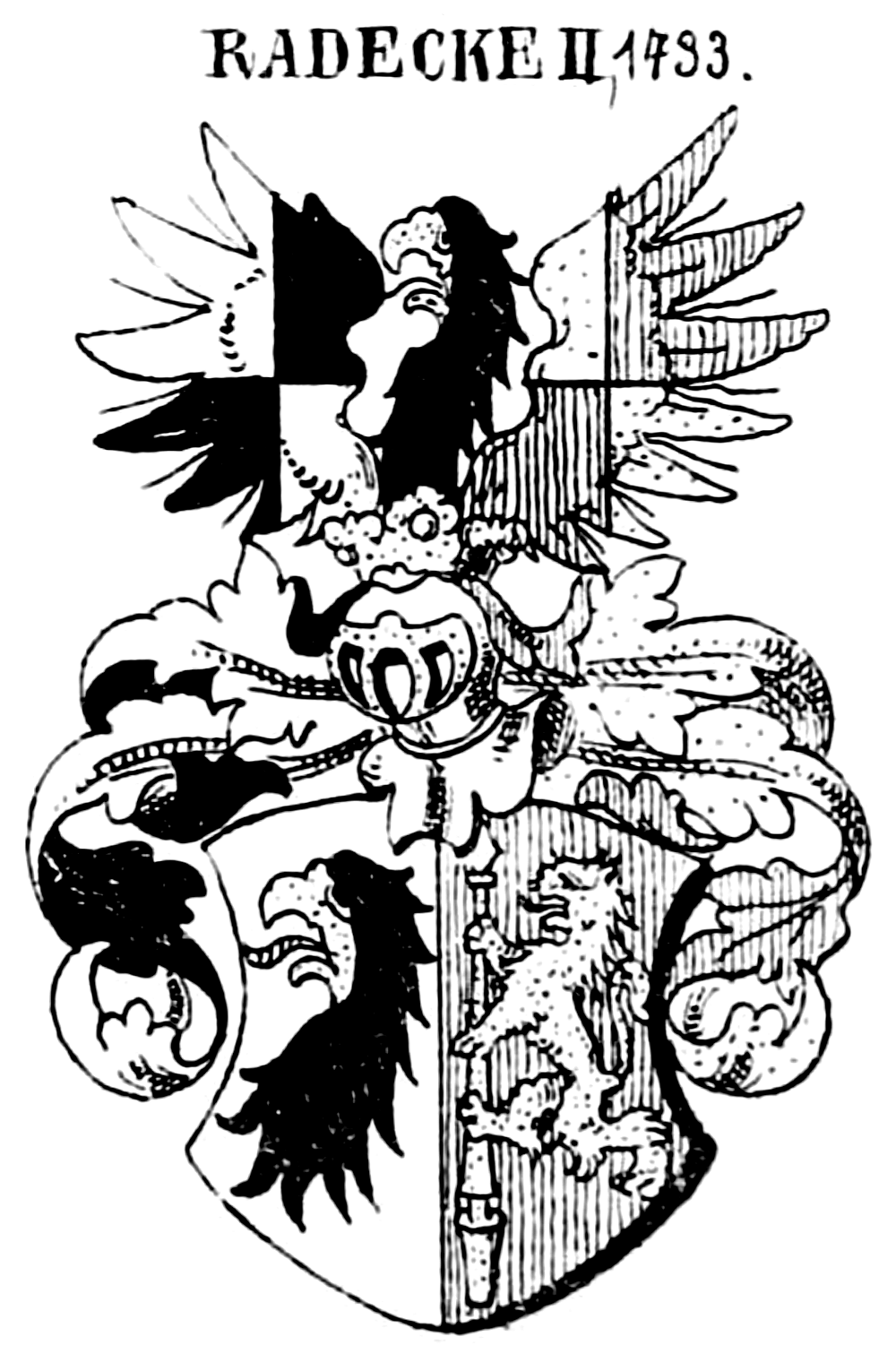
Wappen derer von Radecke (1733) in Siebmachers Wappenbüchern